# Motim racial de 1834 na Filadélfia
O motim racial de 1834 na Filadélfia, também conhecido como motim dos Cavalos Voadores,   foi um exemplo de violência comunitária, no qual uma multidão de centenas Americanos branco atacou afro-americanos que viviam na área, o motim começou na noite de 12 de agosto e durou até 14 de agosto.
O motim ocorreu durante uma época em que muitas cidades no norte dos Estados Unidos estavam passando por incidentes de agitação civil em massa, geralmente na forma de motins que visavam grupos religiosos, nacionais ou raciais específicos, como um motim racial de 1831 em Providence, Rhode. Island, e os distúrbios do Convento das Ursulinas em 1834 perto de Boston . Na Filadélfia, esse período coincidiu com um crescimento populacional significativo, principalmente entre afro-americanos e imigrantes irlandeses . Embora houvesse uma forte comunidade de americanos negros pertencentes à classe trabalhadora na Filadélfia desde o início dos anos 1800, as tensões começaram a aumentar na década de 1830, com restrições à participação dos afro-americanos na vida cívica e incidentes de violência racial, como em um incidente de 1829 em que membros de uma igreja negra foram atacados. No início de agosto de 1834, houve vários casos de violência contra afro-americanos na cidade, incluindo um ataque ao filho do conhecido empresário negro James Forten por uma multidão de brancos.
Em 12 de agosto de 1834, uma multidão de várias centenas de homens brancos, principalmente irlandeses, atacou a taverna Flying Horses, um conhecido local na South Street que atendia negros e brancos na área, batizada com o nome de um popular carrossel no local. A multidão dominou os negros de lá, destruiu o carrossel e o prédio e desceu a South Street e entrou em Moyamensing, onde começaram a destruir prédios de propriedade de negros e atacar negros. O prefeito da Filadélfia, John Swift, reuniu um grupo de centenas de cidadãos para restaurar a ordem e 18 pessoas foram presas, mas os tumultos começaram novamente na noite seguinte, resultando na destruição da Igreja Presbiteriana Africana e na morte de um afro-americano por espancamento. A noite seguinte foi a última grande noite de tumulto e viu a destruição de outra igreja, embora alguns casos menores de violência tenham continuado nas noites seguintes. Em geral, os manifestantes visavam as casas de afro-americanos mais ricos e espaços sociais, como igrejas e um salão maçônico . No total, entre 12 e 16 de agosto, 60 pessoas foram presas por tumultos. No final, 44 prédios foram destruídos, incluindo 30 casas, e duas pessoas morreram.
Um comitê de cidadãos organizado para investigar as causas do motim relatou que o motivo principal era um sentimento de ansiedade entre os cidadãos brancos que acreditavam que os negros os estavam superando na competição por empregos. Esta conclusão foi discutida por historiadores, que também atribuem o motim a temores sobre a mistura inter-racial e ressentimentos contra os afro-americanos mais ricos por brancos pobres . Nos anos seguintes, a Filadélfia experimentou uma onda de distúrbios raciais, incluindo um no ano seguinte e a destruição de 1838 do Pennsylvania Hall . Discutindo esse período, o autor local Charles Godfrey Leland escreveu: "Quem quer que escreva uma história da Filadélfia dos anos trinta até a era dos anos cinquenta registrará um período popular de turbulência e ultrajes tão extenso que agora parece quase incrível". Em 1854, em parte devido aos tumultos, o condado e a cidade de Filadélfia foram consolidados e uma nova agência policial foi criada.

## Contexto

### Motins nos Estados Unidos

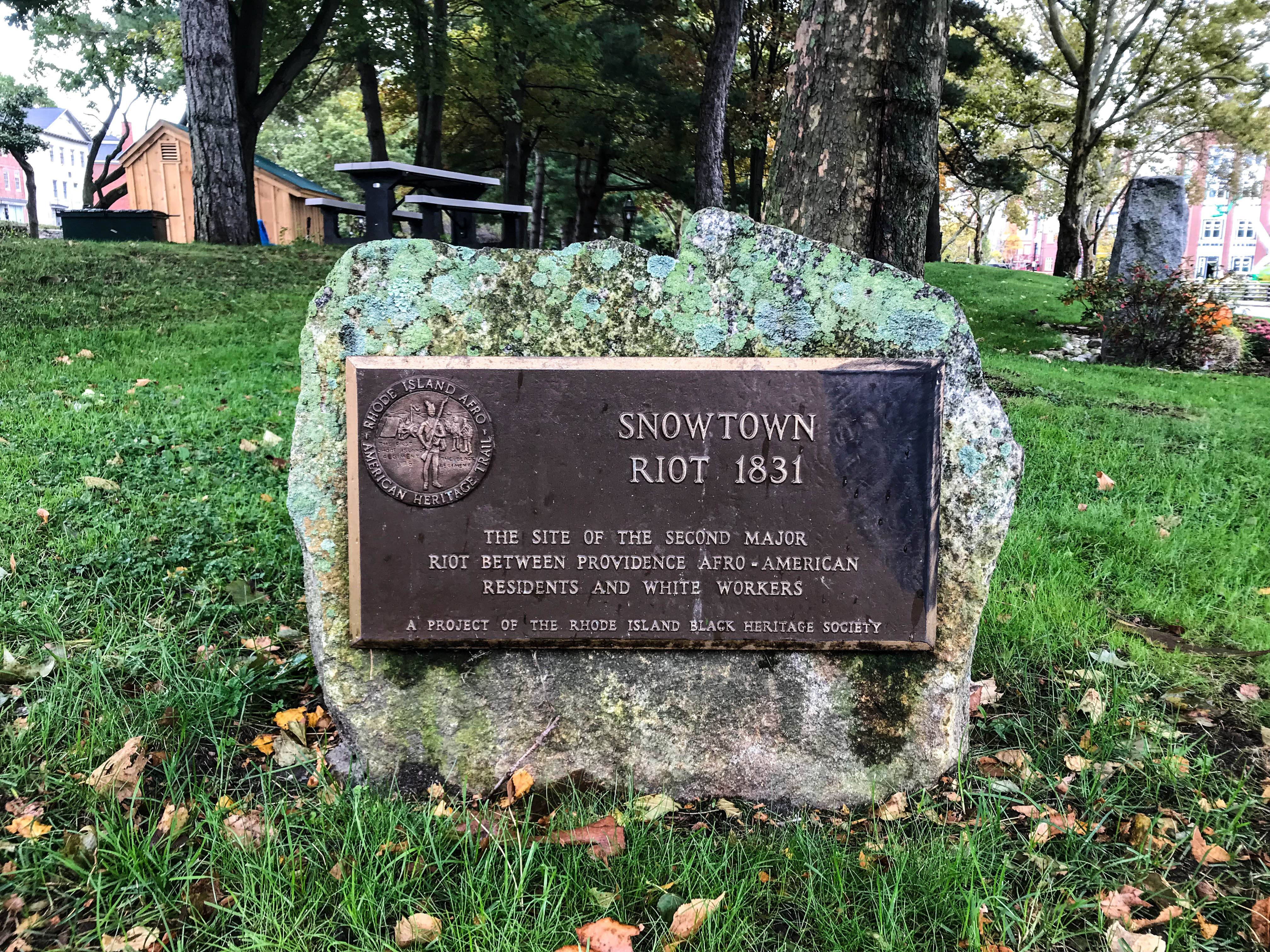
Motins raciais ocorreram em muitas grandes cidades durante o início de 1800, como um motim de 1831 em Providence, Rhode Island (marcador histórico na foto).

Durante a década de 1830, muitas grandes cidades no norte dos Estados Unidos, como Boston, Nova York e Filadélfia, experimentaram vários distúrbios importantes, com causas que incluíam disputas eleitorais, questões trabalhistas e tensões raciais .  De acordo com o historiador David Hackett Fischer, o aumento no número de incidentes em distúrbios civis correspondeu a um longo período de declínio econômico que a economia do país estava experimentando no início de 1800, com motins em grandes áreas urbanas que opuseram diferentes grupos étnicos, religiosos e sociais uns contra os outros, como protestantes contra católicos e nativos americanos contra imigrantes . 
A partir da década de 1820, tumultos raciais, onde americanos brancos visavam afro-americanos, tornaram-se ocorrências comuns em muitas dessas cidades.  Esses eventos, que viram americanos brancos atingirem a população afro-americana de sua cidade, foram altamente violentos e destrutivos, com um incidente de 1831 em Providence, Rhode Island, resultando na destruição de um bairro afro-americano,  enquanto um motim de 1834 na cidade de Nova York viu uma igreja, escola e várias dezenas de casas destruídas.  Símbolos de mobilidade econômica ascendente entre a comunidade afro-americana, como prédios de igrejas e salões de temperança, eram frequentemente visados como uma forma de manter uma hierarquia racial de supremacia branca . 
Embora os distúrbios raciais fossem comuns em muitas cidades, Cincinnati e Filadélfia sofreram mais,  experimentando pelo menos um por ano entre 1834 e 1836, novamente de 1838 a 1842. 

### Filadélfia no início de 1800
No início de 1800, a escravidão na Filadélfia havia sido amplamente eliminada, com apenas 10 negros na cidade registrados como escravos no censo de 1810 dos Estados Unidos .  Além disso, a cidade tinha uma grande comunidade de libertos negros e era um forte centro do movimento abolicionista,  com o historiador Manisha Sinha chamando a cidade de "a capital antiescravagista do país".  Do final dos anos 1700 ao início dos anos 1800, impulsionada por uma economia forte, a comunidade afro-americana da cidade viu crescimento econômico, melhores condições de vida e acesso a empregos e educação e forte engajamento cívico com o resto da cidade.  No entanto, essa tendência começou a se reverter.  Em 1804, um grupo de jovens negros marchou pelo bairro de Southwark, na Filadélfia, ameaçando muitos dos residentes brancos de lá e convocando abertamente uma rebelião.   No ano seguinte, durante as comemorações do Dia da Independência no Independence Hall, uma multidão de brancos expulsou os participantes negros, pondo fim às comemorações anuais integradas que aconteciam desde 1776.  No final da década de 1820, os negros também foram banidos das comemorações natalinas da cidade.  Em 1829,  eclodiu um motim em que membros de uma igreja negra foram atacados.  Nesse mesmo ano, a Assembléia Geral da Pensilvânia defendeu abertamente o objetivo da American Colonization Society de realocar negros libertos nos Estados Unidos para a África e, após a rebelião de escravos de Nat Turner em 1831, a legislatura proibiu a entrada de libertos no estado. e revogou a legislação sobre escravos fugitivos que protegia os escravos fugidos de serem vendidos como escravos no sul dos Estados Unidos . 

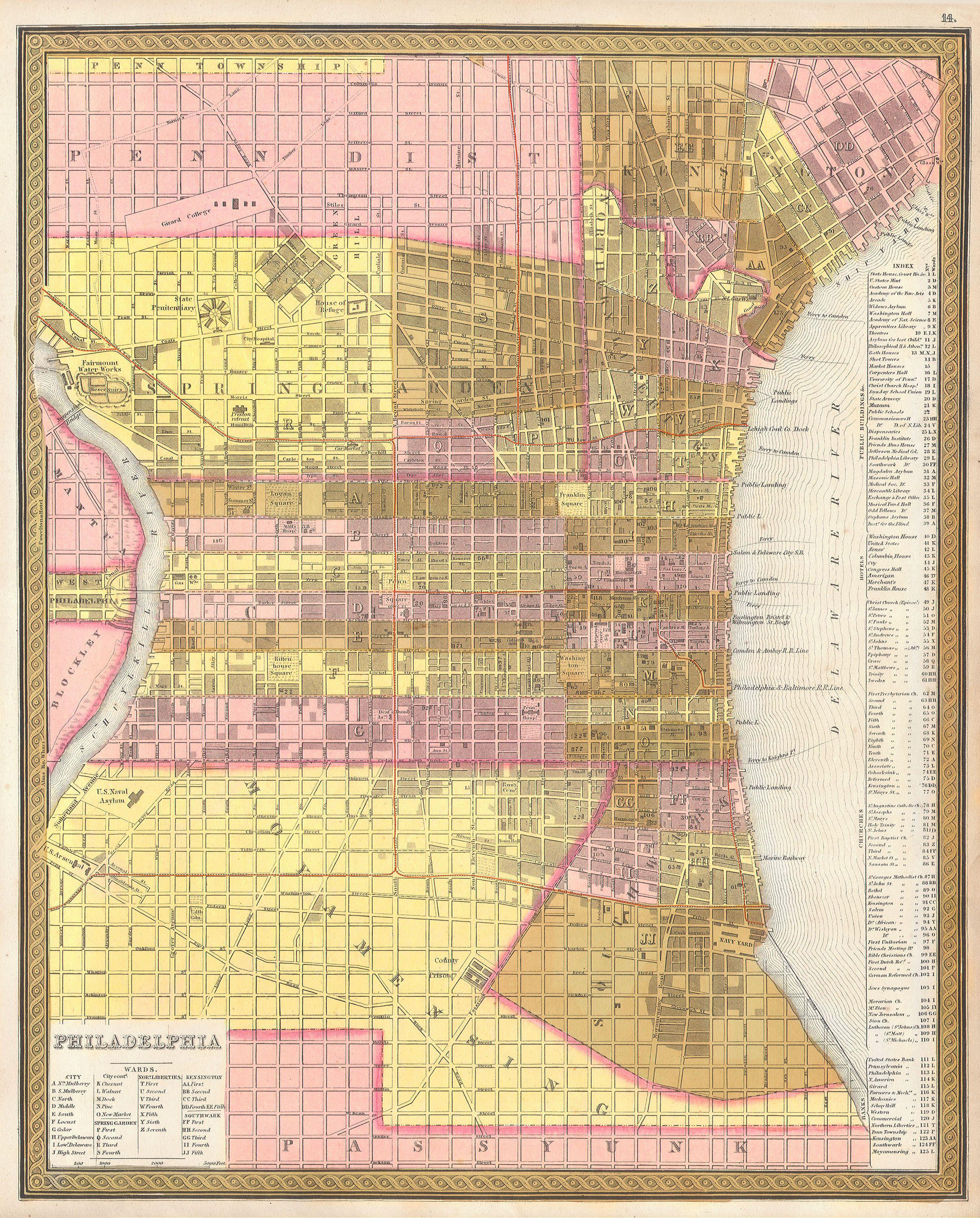
Mapa da Filadélfia de 1846, com Moyamensing em amarelo perto da parte inferior

Apesar dessas mudanças, a população afro-americana na área continuou a crescer junto com a população em geral,  De 1820 a 1830, o número de negros vivendo na Filadélfia cresceu para cerca de 15.000, tornando-se a maior comunidade afro-americana no norte dos Estados Unidos.  Os municípios da classe trabalhadora ao redor da cidade central da Filadélfia, como Southwark, Moyamensing, Northern Liberties e Spring Garden, cresceram como lares para afro-americanos e brancos, compostos principalmente por imigrantes irlandeses .  Na década de 1830, havia 29 jurisdições separadas no Condado de Filadélfia, que eram patrulhadas por policiais que tinham dificuldade em manter a paz em meio ao crescimento.  Em muitos desses lugares, negros e brancos frequentavam as mesmas lojas e locais sociais, como tabernas, o que gerou alguns incidentes de violência.  Em alguns casos, os moradores brancos alugavam seus locais de hospedagem de proprietários de terras negros, o que gerou ainda mais ressentimento entre os brancos pobres .  Destacando o ressentimento contra os afro-americanos durante esse período, a historiadora Barbara Lewis observa que, em junho de 1834, apenas dois meses antes do início do motim racial, o artista George Washington Dixon estreou um show de menestrel apresentando atores blackface interpretando Zip Coon em o Arch Street Theatre com muito alarde. 

### Eventos antes do motim
Na noite de 8 de agosto de 1834, um grupo de afro-americanos atacou membros da Fairmount Engine Company, uma companhia de bombeiros voluntários, e roubou alguns de seus equipamentos.   Na época, os bombeiros tinham uma reputação de atos de violência devido a atividades políticas e relacionadas a gangues nas quais estavam frequentemente envolvidos e, como resultado, de acordo com o historiador John Runcie, "Algum tipo de reação estava quase garantido". 
Na noite seguinte, um grupo de jovens brancos atacou o filho de James Forten,  porém ele conseguiu escapar com vida.  Forten era um proeminente empresário afro-americano na Filadélfia e possuía várias propriedades, muitas das quais alugadas para pessoas brancas de classe baixa .  De acordo com os espectadores, este grupo, que consistia em cerca de 50 ou 60 pessoas vestindo jaquetas azuis e chapéus de palha, discutiu planos para se reunir na próxima segunda-feira, 11 de agosto, com o líder da gangue ouvindo dizer: "Vamos atacar os nigger ". 
Naquela noite, um grupo de jovens brancos se envolveu em uma briga com alguns afro-americanos em uma taverna na South Street, perto da 17º Street   A taverna era uma instituição bem conhecida na área e abrigava um carrossel chamado Flying Horses, que era frequentado por residentes negros e brancos da área.    De acordo com vários relatos, a briga começou devido a uma disputa por assentos no passeio e resultou na expulsão da multidão de jovens brancos do estabelecimento.   Falando sobre o evento, o historiador Manisha Sinha afirmou que o motim subsequente "[começou] como uma briga entre bombeiros negros e brancos em um carnaval ". 

## Rebelião/Motim

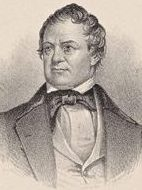
O prefeito da Filadélfia, John Swift, organizou um grupo de cerca de 300 pessoas para ajudar a restaurar a ordem durante o motim.

Na noite seguinte, terça-feira, 12 de agosto, uma multidão de várias centenas de brancos, composta principalmente de trabalhadores e imigrantes irlandeses,   se reuniu no Flying Horses e começou a se rebelar.  A multidão, que cresceu para cerca de 400 ou 500 pessoas, destruiu o carrossel e o prédio e espancou qualquer afro-americano que visse.   Em seguida, a multidão seguiu pela South Street e entrou em Moyamensing, um município empobrecido, habitado principalmente por afro-americanos, onde continuaram seus tumultos,    destruindo muitos prédios de propriedade de negros na região.  Policiais foram chamados da Filadélfia para ajudar a acabar com o distúrbio,  e o prefeito da Filadélfia, John Swift, reuniu um grupo de cerca de 300 cidadãos para ajudar a restaurar a ordem.  Durante esta primeira noite de tumultos, 18 indivíduos foram presos. 
Apesar das tentativas das autoridades na Filadélfia de acabar com a agitação civil, os tumultos recomeçaram na noite seguinte, 13 de agosto  Os manifestantes foram organizados e, antes das atividades daquela noite, muitos deles se reuniram em um terreno baldio para discutir seus planos.  Os alvos principais da noite foram a Igreja Presbiteriana Africana na Seventh Street e o Diving Bell, uma popular loja de bebidas .  Depois que ambos os prédios foram destruídos, a multidão voltou sua atenção para prédios residenciais, quebrando janelas, destruindo móveis e perseguindo negros nas ruas, onde foram espancados.  Pessoas brancas que moravam em casas na área foram instruídas antes do início do tumulto a acender velas em suas janelas, para que não fossem atacadas durante o ato de violência.   Em geral, os manifestantes tinham como alvo as casas de afro-americanos ricos, espaços sociais como igrejas e um salão maçônico e lugares onde negros e brancos tendiam a se misturar.    No total, mais de 20 casas foram destruídas.  De acordo com um correspondente que estava no local, os manifestantes jogaram um cadáver para fora de um caixão e jogaram um bebê morto no chão.   A multidão acabou sendo dispersada por policiais e um grupo de centenas de cidadãos.  No momento em que a multidão foi dispersada por policiais e um pelotão de várias centenas de cidadãos,  um homem afro-americano foi morto e muitos ficaram gravemente feridos. 
Em 14 de agosto, o prefeito Swift e o xerife Benjamin Duncan reuniram um grupo de 300 policiais, uma tropa de milicianos montados e tinham uma companhia de Washington Grays na reserva.  Apesar dessas precauções, mais atos de tumulto ainda ocorreram naquela noite,  com os manifestantes novamente se reunindo antes para discutir os planos.  No mesmo local em que se encontraram na noite anterior, eles reuniram equipamentos e viajaram cerca de 1.5 mi (2.4 km) para a Wharton Street Church em Southwark,   que eles começaram a destruir.  Além disso, os desordeiros usaram palavras-código como "Big Gun", "Gunner" e "Punch" para alertar outras pessoas sobre o avanço de policiais.  Após 14 de agosto, os tumultos noturnos começaram a diminuir, embora alguns incidentes esporádicos continuassem por vários dias.    No total, 60 pessoas foram presas por tumultos na Filadélfia entre 11 e 16 de agosto 

## Consequências

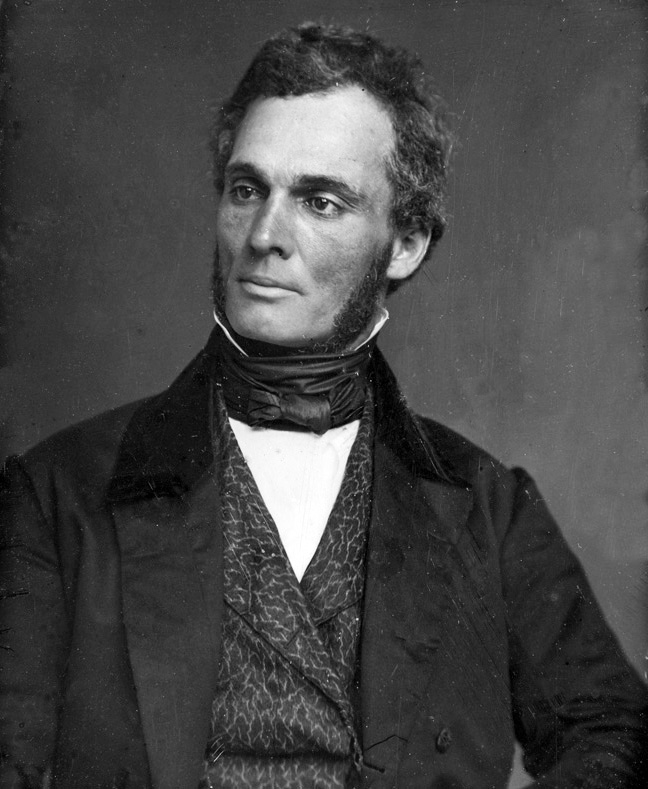
O motim levou o abolicionista Robert Purvis a se mudar com sua família para fora da cidade.

Embora tenha havido casos anteriores de violência contra afro-americanos na Filadélfia, o incidente marcou o primeiro grande motim racial na história da cidade.  No total, duas pessoas morreram como resultado das várias noites de tumulto,   com uma pessoa sendo espancada até a morte e outra se afogando enquanto tentava escapar da multidão.  Muitos afro-americanos tentaram fugir da cidade durante os tumultos cruzando o rio Delaware e entrando nas proximidades de Nova Jersey,  enquanto o abolicionista Robert Purvis comprou uma casa nas proximidades de Bristol Township, Bucks County, em parte para evitar futuros incidentes de violência.   Em danos materiais, 44 edifícios foram destruídos,  incluindo mais de 30 casas e duas igrejas.    Os danos variaram entre US$ 4.000 e US$ 6.000.  Muitos dos jornais da Filadélfia, como The Pennsylvania Inquirer e the Gazette of the United States, relataram extensivamente sobre o motim,  e o evento atraiu atenção nacional, com o Maryland Gazette (publicado em Annapolis, Maryland ) dedicando espaço editorial significativo para cobrir a violência. 

### Causas do motim
Após o motim, o prefeito Swift criou um comitê de cidadãos para investigar as causas e resultados do incidente, com o ativista antiescravagista James Mott e o jornalista John Binns servindo como membros.  
A principal causa para o motim estabelecido pelo comitê centrou-se nos temores econômicos de muitos brancos pobres em relação aos negros livres.    Entre os simpatizantes do motim, havia uma crença de que os negros eram preferidos para o emprego em detrimento de seus colegas brancos,  o que eles atribuíram como a causa de uma alta taxa de desemprego entre os brancos da classe trabalhadora na cidade.  O comitê pareceu simpatizar com essa linha de pensamento em seu relatório, afirmando: "muitos brancos, que estão dispostos e aptos a trabalhar, ficam sem emprego, enquanto as pessoas de cor recebem trabalho e são capazes de manter suas famílias confortavelmente ; e assim muitos trabalhadores brancos, ansiosos por emprego, são mantidos ociosos e indigentes". 
Vários historiadores também observaram o papel que o medo da miscigenação e da mistura inter-racial entre a população branca da cidade desempenhou no motim.   Em relação à destruição da taverna Flying Horses, a historiadora Susan J. Stanfield observa em um livro de 2022 que, "espaços públicos integrados, particularmente aqueles que eram locais de entretenimento, criaram ansiedade sobre raça e mistura de gênero que muitas vezes levaram a violência".  Além disso, a historiadora Emma Jones Lapsansky, em um artigo de 1980 na revista American Quarterly, observa que um motim racial posterior na Filadélfia em 1849 também foi estimulado por temores de "mistura racial". 
Lapsansky também observa alguns problemas ao atribuir a principal causa do motim à competição no mercado de trabalho, dizendo: "análises recentes mostraram que muitos manifestantes anti-negros não estavam em competição econômica direta com trabalhadores negros, que as ocupações para as quais eram treinados eram aqueles em que os negros não participavam".  Em vez disso, Lapsansky escreve que os desordeiros que visavam as casas dos afro-americanos mais ricos representavam ressentimentos que muitos brancos da classe trabalhadora mantinham contra membros da classe alta,  afirmando: "Embora não fosse uma competição negra, mas sim uma nova tecnologia e novas rotinas de trabalho que realmente causaram deslocamento de empregos de brancos qualificados, os negros de "classe alta" eram um alvo aceitável para frustração, enquanto os brancos de classe alta não eram". 
Em um artigo de 1972 na revista Pennsylvania History, o historiador John Runcie também acrescenta que o motim pode ter sido agravado pelo clima da época, já que a Filadélfia passava por uma grande onda de calor que pode ter deixado os indivíduos mais agitados e propensos à violência. 

### História posterior

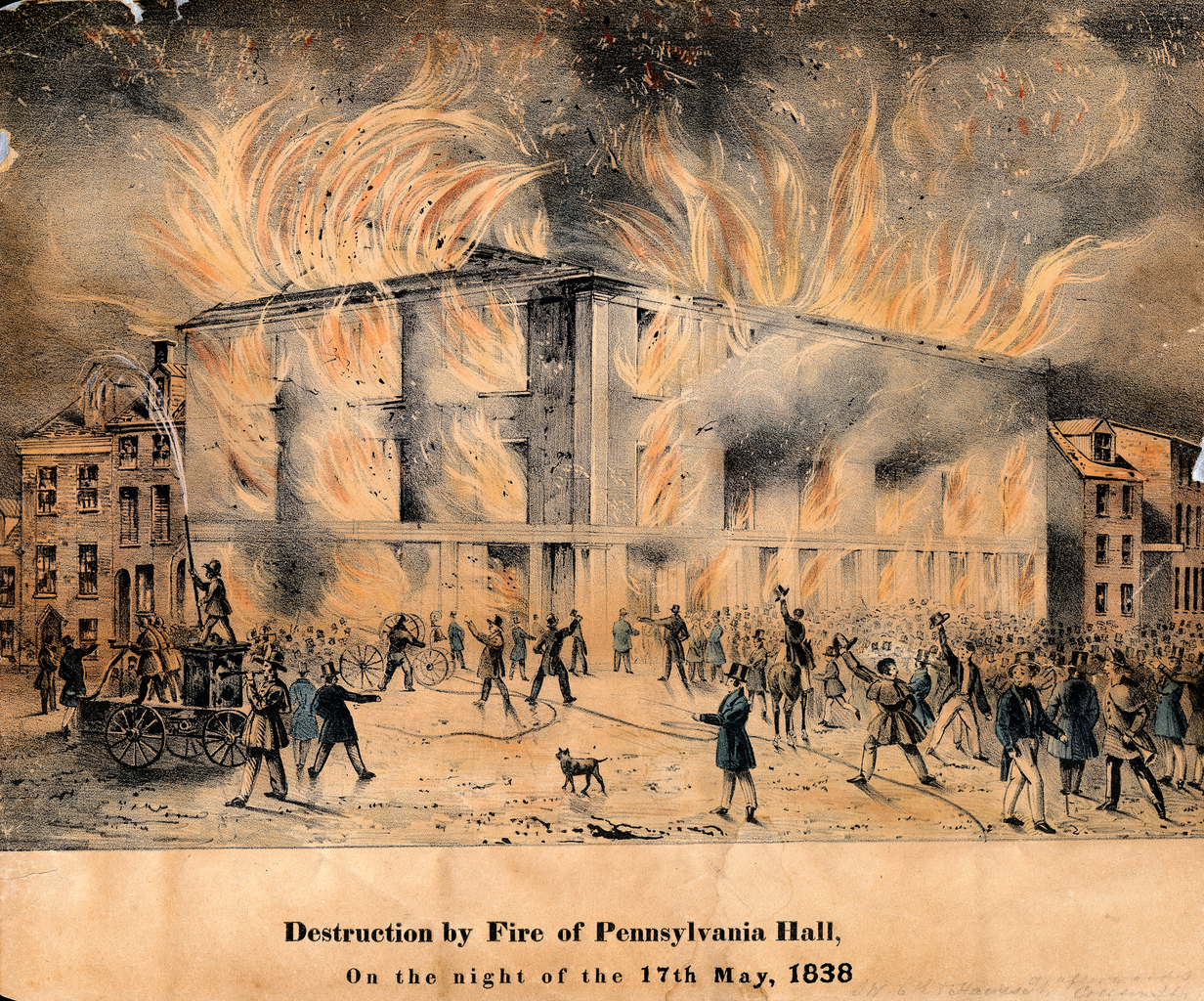
A destruição do Pennsylvania Hall em 1838 foi um dos vários casos de violência racial ocorridos após o motim.

O motim da Filadélfia foi um dos muitos incidentes de agitação civil no país em 1834,  e de fato ocorreu apenas um dia após outro evento bem conhecido, os motins do Convento das Ursulinas perto de Boston. 
Várias cidades experimentaram distúrbios raciais logo após o evento na Filadélfia, incluindo Rochester em Nova York, Bloomfield e Trenton em Nova Jersey, e Columbia, Lancaster e Southwark na Pensilvânia.  Nos anos seguintes, os distúrbios raciais continuaram sendo um acontecimento comum na Filadélfia, com muitos ocorrendo nos anos seguintes.  De acordo com a historiadora Gladys L. Knight, essa onda de violência começou em 1829 e não diminuiu até a década de 1850.  Alguns dos tumultos mais infames que ocorreram durante este período incluíram outro tumulto racial em 1835,  a destruição do Pennsylvania Hall em 1838,  o tumulto da Lombard Street em 1842,  tumultos nativistas em 1844,  e o motim da California House em 1849. 
Em suas memórias, o autor contemporâneo da Filadélfia Charles Godfrey Leland escreveu: "Quem quer que escreva uma história da Filadélfia dos anos trinta até a era dos anos cinquenta registrará um período popular de turbulência e ultrajes tão extenso que agora parece quase incrível".   Esses atos constantes de violência em série serviram de inspiração para o livro de 1844 do romancista George Lippard , The Quaker City .  
Em 1838, com a aprovação de uma nova constituição, o governo da Pensilvânia rescindiu o sufrágio para afro-americanos.  Os direitos de voto não foram restaurados aos negros da Pensilvânia até 1870, após a aprovação da Décima Quinta Emenda à Constituição dos Estados Unidos .  Em 1854, com o Ato de Consolidação, a cidade e o condado de Filadélfia foram consolidados, fundindo os 29 municípios independentes em uma única autoridade municipal.  Isso foi feito em grande parte devido aos constantes surtos de violência que ocorreram no condado, que os críticos afirmaram ser devido à cobertura inadequada da aplicação da lei, dada a natureza fragmentada dos municípios do condado.  Logo após a consolidação, um novo departamento de polícia foi formado. 